# Billboard Music Awards 2016
Die Billboard Music Awards 2016 wurden am 22. Mai 2016 in der T-Mobile Arena in Paradise, Nevada vergeben. Die Veranstaltung wurde von ABC übertragen. Damit war es die erste Veranstaltung des Awards, die im nationalen Fernsehen zu sehen war. Moderatoren waren Ludacris und Ciara.
Die Nominierungen wurden am 11. April verkündet. Mit 20 Nominierungen führte The Weeknd die Liste an. Mit acht Nominierungen war er auch der am häufigsten ausgezeichnete Künstler. Britney Spears erhielt für ihren künstlerischen und kommerziellen Erfolg den Billboard Millennium Award. Céline Dion wurde mit dem Billboard Icon Award ausgezeichnet, der ihre über 30-jährige Karriere auszeichnete. Madonna würdigte zusammen mit Stevie Wonder den kurz vorher verstorbenen Musiker Prince. Adele nutzte das Event zur Premiere ihres neuen Musikvideos Send My Love (To Your New Lover).

## Auftritte
| Künstler                     | Lieder                                                                                                 | Präsentatoren                        |
| ---------------------------- | --- | ------------------------------------ |
| Britney Spears               | Medley: Work Bitch Womanizer I Love Rock 'n' Roll Breathe on Me I’m a Slave 4 U Touch of My Hand Toxic |                                      |
| Shawn Mendes                 | Stitches                                                                                               | Jojo Fletcher                        |
| Fifth Harmony Ty Dolla Sign  | Work from Home                                                                                         | Ludacris Ciara                       |
| Meghan Trainor               | No | Serayah Priyanka Chopra              |
| Justin Bieber                | Company Sorry                                                                                          | DJ Khaled                            |
| Pink                         | Just Like Fire                                                                                         | Mila Kunis Kristen Bell Kathryn Hahn |
| Nick Jonas Tove Lo           | Close                                                                                                  | Ludacris                             |
| Demi Lovato                  | Cool for the Summer                                                                                    | Ludacris                             |
| Lukas Graham                 | 7 Years                                                                                                | Ciara                                |
| Blake Shelton Gwen Stefani   | Go Ahead and Break My Heart                                                                            | Thomas Rhett Pete Wentz              |
| DNCE                         | Cake by the Ocean                                                                                      | Keke Palmer Kelly Rowland            |
| Kesha Ben Folds              | It Ain't Me, Babe                                                                                      | Ludacris Ciara                       |
| Rihanna                      | Love on the Brain                                                                                      | Lindsey Vonn Laverne Cox             |
| Celine Dion Lindsey Stirling | The Show Must Go On                                                                                    | Seal                                 |
| Troye Sivan                  | Youth                                                                                                  | Halsey Lucy Hale                     |
| The Go-Go's                  | We Got the Beat                                                                                        | Rebecca Romijn                       |
| Ariana Grande                | Dangerous Woman Into You                                                                               | Ludacris Ciara                       |
| Madonna Stevie Wonder        | Tribute to Prince: Nothing Compares 2 U (Madonna solo) Purple Rain                                     | Questlove                            |

## Präsentatoren
- Jessica Alba[7]
- Ashton Kutcher
- Idina Menzel
- Kristen Bell
- Betty Cantrell
- DJ Khaled
- Kathryn Hahn
- Wiz Khalifa
- Laverne Cox
- Mila Kunis
- Keke Palmer
- Kelly Rowland
- Rebecca Romijn
- Serayah McNeill
- Seal
- Steven Tyler
- Lindsey Vonn
- Pete Wentz
- Priyanka Chopra
- Marc Cuban
- Halsey
- Zendaya
- Questlove
- Thomas Rhett
- JoJo Fletcher
- Heidi Klum
- Michael Strahan

## Sieger und Nominierte
Die Gewinner stehen als erstes und fett.
| Top Artist | Top New Artist |
| --- | --- |
| - Adele - Justin Bieber - Drake - Taylor Swift - The Weeknd | - Fetty Wap - OMI - Charlie Puth - Silentó - Bryson Tiller |
| Top Male Artist | Top Female Artist |
| - Justin Bieber - Drake - Fetty Wap - Ed Sheeran - The Weeknd | - Adele - Selena Gomez - Ariana Grande - Rihanna - Taylor Swift |
| Top Duo/Group | Top Touring Artist |
| - One Direction - Maroon 5 - The Rolling Stones - twenty one pilots - U2 | - Taylor Swift - Madonna - One Direction - The Rolling Stones - U2 |
| Top Billboard 200 Artist | Top Billboard 200 Album |
| - Adele - Justin Bieber - Drake - Taylor Swift - The Weeknd | - 25 – Adele - Purpose – Justin Bieber - × – Ed Sheeran - 1989 – Taylor Swift - Beauty Behind the Madness – The Weeknd                                                                             |
| Top Hot 100 Artist | Top Hot 100 Song |
| - The Weeknd - Justin Bieber - Drake - Fetty Wap - Taylor Swift | - See You Again – Wiz Khalifa feat. Charlie Puth - Hello – Adele - Trap Queen – Fetty Wap - Can't Feel My Face – The Weeknd - The Hills – The Weeknd                                               |
| Top Song Sales Artist | Top Selling Song |
| - The Weeknd - Adele - Justin Bieber - Drake - Fetty Wap | - Hello – Adele - See You Again – Wiz Khalifa feat. Charlie Puth - The Hills – The Weeknd - Cheerleader – OMI - Fight Song – Rachel Platten                                                        |
| Top Radio Songs Artist | Top Radio Song |
| - The Weeknd - Justin Bieber - Ellie Goulding - Ed Sheeran - Taylor Swift | - Shut Up and Dance – WALK THE MOON - Hello – Adele - See You Again – Wiz Khalifa feat. Charlie Puth - Uptown Funk – Mark Ronson feat. Bruno Mars - Can't Feel My Face – The Weeknd                |
| Top Social Artist (fan-voted) | Top Streaming Artist |
| - Justin Bieber - Selena Gomez - Ariana Grande - Demi Lovato - Taylor Swift | - The Weeknd - Justin Bieber - Drake - Fetty Wap - Silentó |
| Top Streaming Song (Audio) | Top Streaming Song (Video) |
| - The Hills – The Weeknd - Sorry – Justin Bieber - What Do You Mean? – Justin Bieber - Hotline Bling – Drake - Trap Queen – Fetty Wap | - Watch Me (Whip/Nae Nae) – Silentó - Trap Queen – Fetty Wap - See You Again – Wiz Khalifa feat. Charlie Puth - Uptown Funk – Mark Ronson feat. Bruno Mars - The Hills – The Weeknd                |
| Top Christian Artist | Top Christian Song |
| - Hillsong UNITED - Casting Crowns - Lauren Daigle - MercyMe - Chris Tomlin | - Oceans (Where Feet May Fail) – Hillsong UNITED - Touch the Sky – Hillsong UNITED - Flawless – MercyMe - Brother – NEEDTOBREATHE feat. Gavin DeGraw - Good Good Father – Chris Tomlin             |
| Top Christian Album | Top Gospel Artist |
| - How Can It Be – Lauren Daigle - Empires – Hillsong UNITED - Hymns That Are Important to Us – Joey + Rory - This Is Not a Test – TobyMac - Adore: Christmas Songs of Worship – Chris Tomlin                                                          | - Kirk Franklin - Anthony Brown and group therAPy - Tasha Cobbs - Travis Greene - Marvin Sapp |
| Top Gospel Song | Top Gospel Album |
| - Wanna Be Happy – Kirk Franklin - Worth – Anthony Brown and group therAPy - I Luh God – Erica Campbell feat. Big Shizz - Intentional – Travis Greene - Worth Fighting For – Brian Courtney Wilson                                                    | - Losing My Religion – Kirk Franklin - Eveyday Jesus – Anthony Brown and group therAPy - One Place Live – Tasha Cobbs - Life Music: Stage Two – Jonathan McReynolds - You Shall Live – Marvin Sapp |
| Top Country Artist | Top Country Song |
| - Luke Bryan - Sam Hunt - Chris Stapleton - Carrie Underwood - Zac Brown Band | - Die a Happy Man – Thomas Rhett - Break Up in a Small Town – Sam Hunt - Take Your Time – Sam Hunt - Girl Crush – Little Big Town - I’m Comin’ Over – Chris Young                                  |
| Top Country Album | Top Dance/Electronic Artist |
| - Traveller – Chris Stapleton - Kill the Lights – Luke Bryan - Montevallo – Sam Hunt - Storyteller – Carrie Underwood - Jekyll + Hyde – Zac Brown Band                                                                                                | - David Guetta - The Chainsmokers - DJ Snake - Major Lazer - Zedd |
| Top Dance/Electronic Song | Top Dance/Electronic Album |
| - Lean On – Major Lazer & DJ Snake feat. MØ - Roses – The Chainsmokers feat. Rozes - You Know You Like It – DJ Snake and AlunaGeorge - Hey Mama – David Guetta feat. Nicki Minaj, Bebe Rexha & Afrojack - Where Are Ü Now – Jack Ü with Justin Bieber | - True Colors – Zedd - Listen – David Guetta - Peace Is the Mission – Major Lazer - In Return – ODESZA - Skrillex and Diplo Present Jack Ü – Jack Ü                                                |
| Top Latin Artist | Top Latin Song |
| - Romeo Santos - Banda Sinaloense MS de Sergio Lizárraga - Juan Gabriel - Nicky Jam - Ariel Camacho y Los Plebes del Rancho | - El Perdón – Nicky Jam & Enrique Iglesias - Ginza – J Balvin - Te Metiste – Ariel Camacho y Los Plebes del Rancho - Borró Cassette – Maluma - Propuesta Indecente – Romeo Santos                  |
| Top Latin Album | Top R&B Artist |
| - Los Dúo – Juan Gabriel - Mis Número 1...40 Aniversario – Juan Gabriel - Cama Incendiada – Maná - Hoy Más Fuerte – Gerardo Ortíz - Formula, Vol. 2 – Romeo Santos                                                                                    | - The Weeknd - Chris Brown - Jeremih - Rihanna - Bryson Tiller |
| Top R&B Song | Top R&B Album |
| - The Hills – The Weeknd - Here – Alessia Cara - Post to Be – Omarion feat. Chris Brown and Jhené Aiko - Can't Feel My Face – The Weeknd - Earned It – The Weeknd                                                                                     | - Beauty Behind the Madness – The Weeknd - Royalty – Chris Brown - Anti – Rihanna - T R A P S O U L – Bryson Tiller - Black Rose – Tyrese                                                          |
| Top Rap Artist | Top Rap Song |
| - Drake - Fetty Wap - Future - Wiz Khalifa - Silentó | - See You Again – Wiz Khalifa feat. Charlie Puth - Hotline Bling – Drake - Trap Queen – Fetty Wap - 679 – Fetty Wap feat. Remy Boyz - Watch Me (Whip/Nae Nae) – Silentó                            |
| Top Rap Album | Top Rock Artist |
| - Dreams Worth More Than Money – Meek Mill - If You’re Reading This It’s Too Late – Drake - What a Time to Be Alive – Drake & Future - Compton – Dr. Dre - To Pimp a Butterfly – Kendrick Lamar                                                       | - twenty one pilots - Fall Out Boy - Elle King - WALK THE MOON - X Ambassadors |
| Top Rock Song | Top Rock Album |
| - Shut Up and Dance – WALK THE MOON - Uma Thurman – Fall Out Boy - Ex's & Oh's – Elle King - Stressed Out – twenty one pilots - Renegades – X Ambassadors                                                                                             | - Blurryface – twenty one pilots - Sound & Color – Alabama Shakes - Blackstar – David Bowie - A Head Full of Dreams – Coldplay - Wilder Mind – Mumford & Sons                                      |
| Top Soundtrack | Billboard Chart Achievement (fan-voted) |
| - Pitch Perfect 2 - Empire: Original Soundtrack from Season 1 - Fifty Shades of Grey: Original Motion Picture Soundtrack - Furious 7 - Guardians of the Galaxy: Awesome Mix Vol.1                                                                     | - Rihanna - Adele - Drake - Little Big Town - The Weeknd |
| Icon Award | Millennium Award |
| Celine Dion | Britney Spears |

### Künstler mit mehreren Awards und Nominierungen
| Nominations | Artist                                |
| ----------- | ------------------------------------- |
| 20          | The Weeknd                            |
| 12          | Justin Bieber                         |
| 12          | Drake                                 |
| 11          | Fetty Wap                             |
| 9           | Adele                                 |
| 8           | Taylor Swift                          |
| 6           | Wiz Khalifa                           |
| 6           | Charlie Puth                          |
| 5           | Silentó                               |
| 4           | Hillsong UNITED                       |
| 4           | Sam Hunt                              |
| 4           | twenty one pilots                     |
| 3           | Anthony Brown and group therAPy       |
| 3           | Chris Brown                           |
| 3           | Luke Bryan                            |
| 3           | DJ Snake                              |
| 3           | Kirk Franklin                         |
| 3           | Juan Gabriel                          |
| 3           | David Guetta                          |
| 3           | Major Lazer                           |
| 3           | Rihanna                               |
| 3           | Romeo Santos                          |
| 3           | Ed Sheeran                            |
| 3           | Bryson Tiller                         |
| 3           | WALK THE MOON                         |
| 2           | The Chainsmokers                      |
| 2           | Tasha Cobbs                           |
| 2           | Lauren Daigle                         |
| 2           | Fall Out Boy                          |
| 2           | Future                                |
| 2           | Selena Gomez                          |
| 2           | Ariana Grande                         |
| 2           | Travis Greene                         |
| 2           | Jack Ü                                |
| 2           | Nicky Jam                             |
| 2           | Elle King                             |
| 2           | Little Big Town                       |
| 2           | Ariel Camacho y Los Plebes del Rancho |
| 2           | Bruno Mars                            |
| 2           | MercyMe                               |
| 2           | One Direction                         |
| 2           | OMI                                   |
| 2           | The Rolling Stones                    |
| 2           | Mark Ronson                           |
| 2           | Marvin Sapp                           |
| 2           | Chris Stapleton                       |
| 2           | Chris Tomlin                          |
| 2           | U2                                    |
| 2           | Carrie Underwood                      |
| 2           | X Ambassadors                         |
| 2           | Zac Brown Band                        |
| 2           | Zedd                                  |

| Wins | Artist            |
| ---- | ----------------- |
| 8    | The Weeknd        |
| 5    | Adele             |
| 3    | Kirk Franklin     |
| 2    | Justin Bieber     |
| 2    | Hillsong UNITED   |
| 2    | Wiz Khalifa       |
| 2    | Charlie Puth      |
| 2    | twenty one pilots |
| 2    | WALK THE MOON     |